# 13 août 1946
Le mardi 13 août 1946 est le 225e jour de l'année 1946.

## Naissances
- Augustine Kasujja, prélat catholique et diplomate ougandais
- Bernard Labourdette (mort le 20 juillet 2022), coureur cycliste français
- Cynthia Goyette, nageuse américaine
- Eric Ehrmann, journaliste, blogueur et essayiste américain expatrié au Brésil
- Gérald Poussin, artiste
- Giuseppe Rogoli, criminel italien
- Janet Yellen, secrétaire du Trésor des États-Unis
- Joachim Meischner, biathlète allemand
- Luciana Turina, actrice italienne
- Mitsuru Kōno, pongiste japonais
- Musa Gibril Bala Gaye, homme politique gambien
- Tim Clutton-Brock, zoologiste britannique

## Décès
- Émile Berlia (né le 23 mai 1878), personnalité politique française
- Albert Demoulin (né le 30 août 1863), personnalité politique française
- H. G. Wells (né le 21 septembre 1866), écrivain britannique des XIXe et XXe s., connu pour ses romans de science-fiction
- Joseph Ollivier (né le 27 octobre 1878), bibliographe et chercheur breton
- Pierre de Rémusat (né le 19 janvier 1864), personnalité politique française